# Fritz Dittlbacher

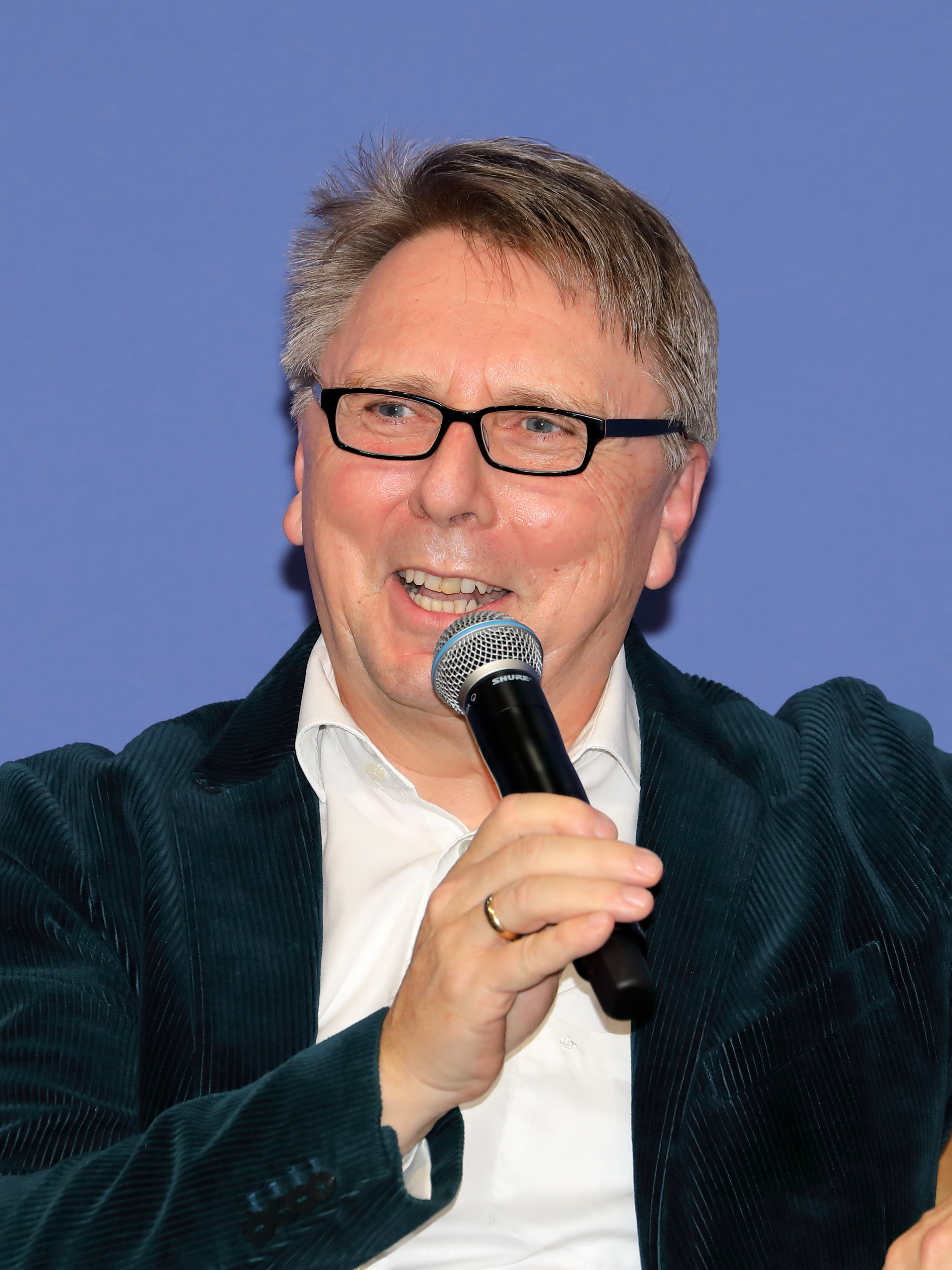
Fritz Dittlbacher

Fritz Dittlbacher (* 16. März 1963 in Kirchdorf/Krems) ist ein österreichischer Journalist. Er war von 20. Oktober 2010 bis zur ersatzlosen Streichung dieses Postens durch Generaldirektor Wrabetz im Mai 2018 Chefredakteur des ORF-Fernsehens.

## Leben
Dittlbacher besuchte die Höhere Technische Lehranstalt in Wels (Oberösterreich), die er 1982 mit der Matura für chemische Betriebstechnik abschloss. Danach begann er ein Studium der Geschichte und Publizistik an der Universität Wien. 1990 Sponsion zum Mag. phil., 1992 Promotion zum Dr. phil. mit einer Dissertation über Bauernräte in der Ersten Republik (Titel: „Die Revolution auf dem Lande“).
Bereits kurz nach der Matura begann Dittlbacher als freier Mitarbeiter beim Oberösterreichischen Tagblatt, 1984 wechselte er zur Arbeiter-Zeitung, dem damaligen Parteiorgan der SPÖ. Nach dem Verkauf der Arbeiterzeitung an den Werbeunternehmer Hans Schmid 1989 – die SPÖ hielt jedoch weiterhin eine Minderheitsbeteiligung – wurde Dittlbacher mit erst 26 Jahren zum innenpolitischen Ressortleiter bestellt. Nach der Einstellung der Zeitung wechselte er 1992 als Innenpolitik-Redakteur zum ORF-Hörfunk, 1996 war er als EU-Korrespondent in Brüssel stationiert.
Seit 1997 arbeitet Dittlbacher für die Zeit im Bild-Redaktion des ORF-Fernsehens, seit 1999 als Chefreporter und stellvertretender Leiter des Innenpolitik-Ressorts. Den ORF-Sehern ist er durch zahlreiche Live-Schaltungen und Studioanalysen bekannt sowie als einer der Moderatoren der ORF-Pressestunde.
Elmar Oberhauser kritisierte die 2010 erfolgte Bestellung Dittlbachers zum Chefredakteur aufgrund der Einflussnahme der SPÖ und wurde später abgewählt. Oberhauser „ist stolz auf diese Abwahl“, da er sich gegen parteipolitische Einflüsse im ORF gewehrt habe. Karlheinz Kopf nannte die ORF-Spitze „mit Haut und Haar der SPÖ-Führung unterworfen“.
2015 wirkte er im Spielfilm Thank You for Bombing an der Seite von Erwin Steinhauer mit.
Am 25. Mai 2018 wurde Wolfgang Geier zum Chefredakteur von ORF eins und Matthias Schrom zum Chefredakteur von ORF 2 bestellt. Diese Funktionen übernahmen sie nach Durchführung der Trennung der Redaktionen in ORF eins und ORF 2 am 11. Juni 2018.

## Privat
Er ist mit der ORF-Moderatorin Lou Lorenz-Dittlbacher verheiratet und lebt in Wien. Am 12. Februar 2010 kam ihre gemeinsame Tochter, Dittlbachers viertes Kind, auf die Welt.

## Publikationen
- Kleine Zeiten: die Geschichte meiner Großmutter, Seifert, Wien 2012, ISBN 978-3-902406-93-4
- Warum in Wien das Römische Reich unterging und Vorarlberg nicht hinterm Arlberg liegt: Geschichte in Geschichten, Carl Ueberreuter Verlag, Wien 2022, ISBN 978-3-8000-7822-6
- Warum Wein einst gesünder als Wasser war und wie Kartoffeln die Welt verändert haben: Geschichte in Geschichten, Carl Ueberreuter Verlag, Wien 2024, ISBN 978-3-8000-7869-1